# Reazione periciclica
Con il termine reazione periciclica si intende una reazione chimica concertata, cioè che avviene attraverso un unico stadio senza formazione di intermedi, caratterizzata da uno stato di transizione ciclico. Ne esistono vari tipi.

## Cicloaddizioni

Cicloaddizione di Diels-Alder

Le cicloaddizioni sono reazioni in cui due molecole condensano con un riarrangiamento di elettroni π a dare un ciclo. Tra queste ci sono la reazione di Diels-Alder la cicloaddizione 1,3 dipolare e la cicloaddizione 2+2 fotochimica.

### Cicloaddizione di Diels-Alder
Avviene fra un diene e un dienofilo (un alchene). I 3 legami π presenti nei reagenti si sono convertiti in un legame π e 2 legami σ. Dato che i legami semplici sono ad energia più bassa, il sistema si è stabilizzato. La reazione viene attivata termicamente e a seconda dei sostituenti che i due reagenti portano sono necessarie temperature più o meno alte.
Se i substrati hanno dei sostituenti, sono possibili diverse orientazioni per l'attacco. In generale è favorito l'attacco in cui i sostituenti del dienofilo siano dalla parte del diene (attacco endo). Il tipo di attacco determinerà la stereochimica dei prodotti.
Gli orbitali coinvolti nella reazione sono l'HOMO (orbitale pieno a più alta energia) del diene e il LUMO (orbitale vuoto a più bassa energia) del dienofilo. Questo fatto si spiega con la teoria degli Orbitali Molecolari; l'interazione HOMO-LUMO, infatti, porta al maggior guadagno energetico possibile, poiché i due elettroni dell'HOMO terminano nell'orbitale molecolare di legame, lasciando vuoto quello di antilegame. Una interazione HOMO-HOMO, invece, porterebbe due elettroni nell'orbitale di antilegame, destabilizzando la struttura.
Le due molecole si dispongono una sopra all'altra, con i piani paralleli in una interazione che viene chiamata supra-supra, oppure "sovrapposizione suprafacciale" in questo modo, infatti ci può essere sovrapposizione dei lobi di ugual segno degli orbitali delle due molecole e quindi legame

### Cicloaddizioni 1,3 dipolari
Sono reazioni tra un dipolo che può essere rappresentato da vari tipi di molecole ed un dipolarofilo (un alchene o alchino) che portano alla formazione di cicli a 5 termini. Sono reazioni molto utili per la sintesi di composti eterociclici.

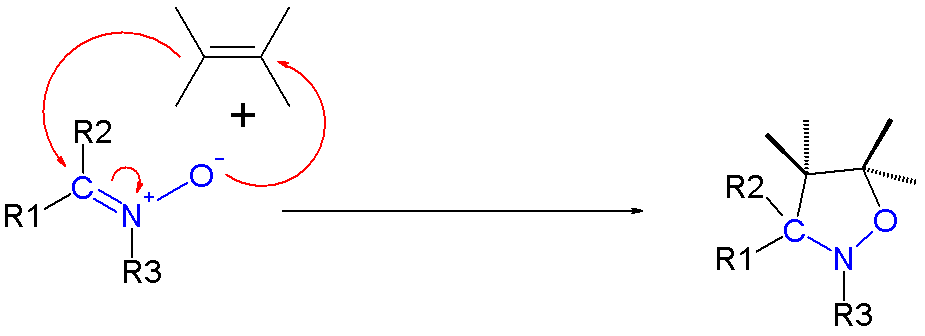
Cicloaddizione 1,3 dipolare tra un nitrone ed un alchene

### Cicloaddizioni [2+2] fotochimiche
Sono reazioni che avvengono per attivazione fotochimica tra due alcheni a dare derivati del ciclobutano.

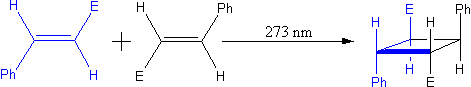
Cicloaddizione 2+2 fotochimica

## Reazioni elettrocicliche
Sono reazioni che portano alla ciclizzazione di un sistema π lineare coniugato, anche la reazione inversa porta lo stesso nome. Sono reazioni stereospecifiche, cioè diversi stereoisomeri di partenza portano a diversi prodotti stereoisomeri. Queste reazioni possono essere innescate sia termicamente che fotochimicamente (mediante radiazione UV). I prodotti di queste reazioni hanno stereochimica diversa in funzione del tipo di innesco.
Per anni si cercò di dare una spiegazione di questo comportamento, ma solo grazie alla teoria degli orbitali molecolari è stato possibile razionalizzare il dato sperimentale. Si considera il sistema di orbitali molecolari π, ed in particolare l'orbitale HOMO (orbitale pieno ad energia più alta) e l'orbitale LUMO (orbitale vuoto ad energia più bassa), la rotazione che porta alla ciclizzazione deve portare i lobi degli orbitali dello stesso segno a sovrapporsi e nel caso in figura di sei elettroni π questo può avvenire solo con un movimento disrotatorio. Tale movimento, nel caso dell'alchene E,Z,E in figura porta i sostituenti ad essere dalla stessa parte (syn)
Se invece la reazione viene attivata fotochimicamente (gli elettroni vengono eccitati popolando l'orbitale LUMO), affinché si possa avere la sovrapposizione degli orbitali terminali è necessario un movimento conrotatorio che nel caso dell'alchene in figura porta i sostituenti ad essere dalla parte opposta (anti).
Queste stesse considerazioni si possono adattare a tutti i polieni coniugati a numero dispari di doppi legami. Per i Polieni coniugati a numero pari di doppi legami le considerazioni sono opposte, in quanto la simmetria degli orbitali HOMO e LUMO si inverte.

## Trasposizioni sigmatropiche
In queste reazioni si ha la migrazione di un legame semplice da un'estremità della molecola all'altra. Queste reazioni prendono il nome di [i,j] sigmatropiche, dove i e j sono due numeri che stanno ad indicare gli atomi coinvolti nei due frammenti del sistema π che si viene a creare come stato di transizione.
Da un punto di vista sintetico le reazioni sigmatropiche più utili sono la Cope e la Claisen, entrambe [3,3]-sigmatropiche, che riguardano rispettivamente gli 1,5-esandieni e gli allil vinil eteri.